# Едуардо Монтехо Арістеґї
Едуардо Монтехо Арістеґї (ісп. Eduardo Montejo Aristegui), — баскський футболіст, зачинатель клубу «Атлетик» з Більбао. Грав в атакуючій ланці команди, учасник фіналу першого Кубка дель Рей.
Один з перших футболістів новоствореної баскської команди. Був в числі 33 сосіос (співзасновників) футбольного клубу, в 1901 році, на перших історичних зборах в кафе « García de la Gran Vía».
В 1903 році здобув тогочасний головний трофей іспанського футболу Кубок Короля (Кубок дель Рей). Забив другий гол своєї команди в фінальній грі з майбутнім «Реал Мадрид», на 70 хвилині матчу, який відбувся 8 квітня 1903 року.
Подальша його футбольна доля мало висвітлена, хіба що відомо, що він стояв в зародку й керував своїм рідним клубом, в передмісті Більбао — Португалете